# Chiesa di Stella Maris (Sassari)
La chiesa di Santa Maria Regina è un edificio religioso situato a Tottubella, una borgata di Sassari, nella Sardegna nord-occidentale. Consacrata al culto cattolico, è sede dell'omonima parrocchia e fa parte dell'arcidiocesi di Sassari.